# Debden (London Underground)

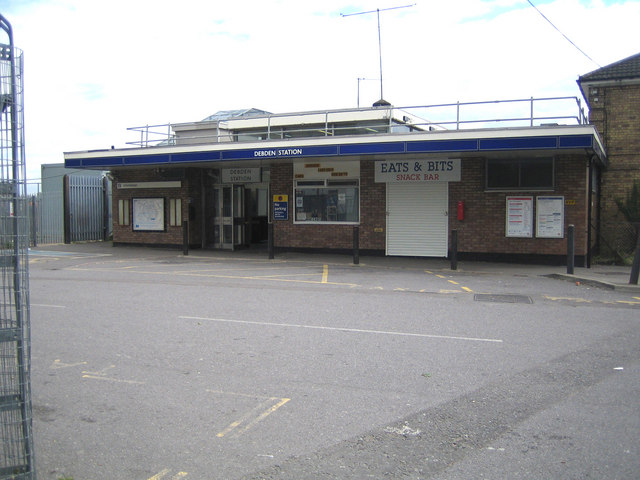
Stationsgebäude

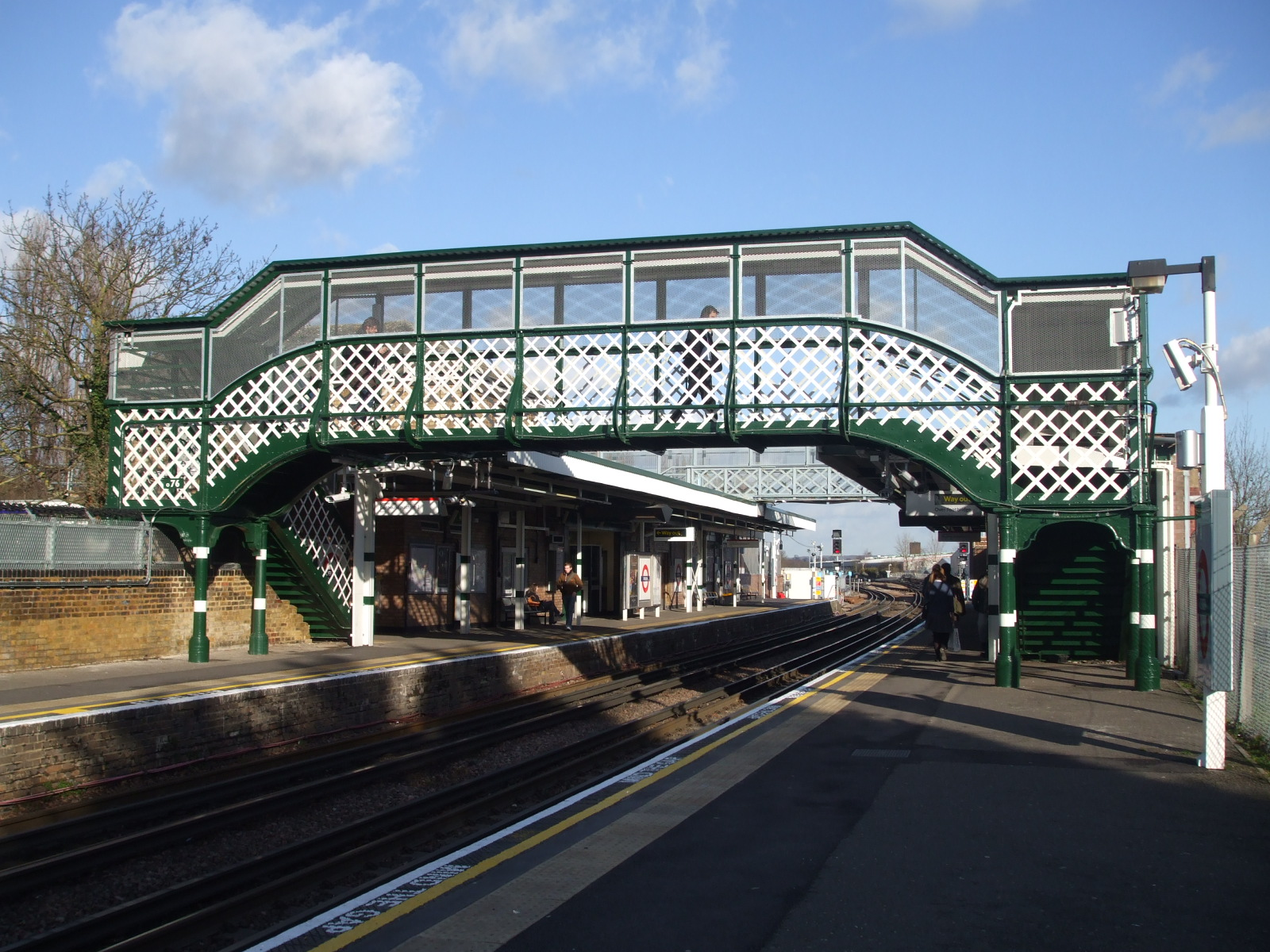
Fußgängerbrücke über den Gleisen

Debden ist eine oberirdische Station der London Underground. Sie liegt in der Travelcard-Tarifzone 6 und ist eine von 14 außerhalb von Greater London. Sie befindet sich an der Rectory Lane in der Ortschaft Debden, im Distrikt Epping Forest der Grafschaft Essex. Im Jahr 2014 nutzten 2,48 Millionen Fahrgäste diese von der Central Line bediente Station.

## Geschichte
Die Station wurde am 24. April 1865 durch die Great Eastern Railway (GER) eröffnet, als Teil des neuen Streckenabschnitts zwischen Loughton und Ongar. Sie hieß zunächst Chigwell Road, erhielt aber bereits am 1. Dezember desselben Jahres den Namen Chigwell Lane. Vom 23. Mai 1916 bis zum 2. Februar 1918 war die Station wegen mangelnder Nachfrage geschlossen. Ab 1923 war die Strecke im Besitz der London and North Eastern Railway (LNER).
Nach der Verstaatlichung der LNER ging die Strecke 1948 für wenige Monate in den Besitz von British Railways über, die auf dem noch nicht elektrifizierten Abschnitt Pendelzüge mit Dampflokomotiven verkehren ließ. Der U-Bahn-Betrieb begann am 25. September 1949, am selben Tag erhielt die Station ihren heutigen Namen. 1974 wurde das Stationsgebäude weitgehend neu gebaut, aus der Anfangszeit erhalten geblieben ist das Haus des Bahnhofsvorstands.